# Primícias (álbum de Leonor)
Primícias é o quinto álbum de estúdio da cantora Leonor, lançada em 2007 pela Line Records.

## Faixas
1. Jesus Pai de Amor
2. O Altar do Sacrifício
3. Primícias
4. Como Oferta Em Teu Altar
5. Te Adoro ( Adore)
6. Meu Coração é Tua Terra
7. Vou Tocar no Meu Milagre
8. Basta Confiar
9. Milagre da Transformação
10. O Amor é Cachoeira
11. Dom de Vencer
12. Forças Pra Continuar